# Arnava
Arnava (en francès: Arnave) és un municipi francès, situat al departament de l'Arieja i a la regió d'Occitània.